# Dresdner Prozesse
Mit den Dresdner Prozessen verfolgten die Nationalsozialisten 1940 unter dem Vorwand homosexueller Vergehen Sudetendeutsche, die sich gegen die Eingliederung des Sudetenlandes in das Deutsche Reich eingesetzt hatten.
Nach dem Vollzug des Münchner Abkommens durch Annexion des tschechischen Sudetenlandes im Oktober 1938 begannen die Nationalsozialisten nicht nur mit der Verfolgung der Juden, sondern auch der politischen Opposition. Dies betraf sudetendeutsche Sozialdemokraten, Kommunisten und auch Katholiken. Betroffen waren von den politischen „Säuberungen“ auch die Mitglieder desjenigen Parteiflügels der im November 1938 aufgelösten Sudetendeutschen Partei (SdP), die eine Eingliederung des Sudetenlands in das nationalsozialistische Deutsche Reich abgelehnt hatten. Sie werden als Spannkreis bezeichnet und waren vornehmlich im aufgelösten Kameradschaftsbund organisiert.
Ende 1939 wurden auf Anweisung des Reichssicherheitshauptamtes in einem Geheimverfahren etwa 300 oppositionelle Sudetendeutsche, insbesondere Angehörige des Kameradschaftsbundes, von der Staatsanwaltschaft Dresden inhaftiert. Unter dem pauschalen Vorwand des Verstoßes gegen § 175 Strafgesetzbuch (homosexuelle Handlungen) sollten sie gemaßregelt, politisch kaltgestellt oder liquidiert werden. Die anschließenden Strafprozesse vor dem Landgericht Dresden führten 1940 in vielen Fällen zu Schutzhaft (z. B. nach Freispruch) oder zu mehrjährigen Haftstrafen, die für einige der Betroffenen in Konzentrationslagern und damit überwiegend tödlich endeten. Betroffen waren u. a. Walter Becher (1912–2005), Walter Brand (1907–1980), Walter Heinrich (1902–1984) und Walter Rohn (1911–1997).